# Fotogrammi d'argento 2011
La 61ª edizione dei Fotogrammi d'argento, assegnati dalla rivista spagnola di cinema Fotogramas, si è svolta il 14 marzo 2011.

## Premi e candidature

### Miglior film spagnolo
- Pa negre, regia di Agustí Villaronga

### Miglior film straniero
- The Social Network (The Social Network), regia di David Fincher
- Il profeta (Un prophète), regia di Jacques Audiard

### Fotogrammi d'onore
- Carlos Saura

### Miglior attrice cinematografica
- Elena Anaya - Room in Rome (Habitación en Roma)
- Carmen Machi - Que se mueran los feos
- Belén Rueda - Con gli occhi dell'assassino (Los ojos de Julia)

### Miglior attore cinematografico
- Javier Bardem - Biutiful
- Carlos Areces - Ballata dell'odio e dell'amore (Balada triste de trompeta)
- Mario Casas - Tres metros sobre el cielo

### Miglior attrice televisiva
- Blanca Suárez - El internado
- Miryam Gallego - Águila Roja
- Natalia Verbeke - Doctor Mateo

### Miglior attore televisivo
- Gonzalo de Castro - Doctor Mateo
- Lluís Homar - Hispania, la leyenda
- David Janer - Águila Roja

### Miglior attrice di teatro
- Malena Alterio - Madre Coraggio e i suoi figli
- María Castro - Trappola per topi
- Manuela Velasco - Erano tutti miei figli

### Miglior attore di teatro
- Luis Merlo - Tócala otra vez, Sam
- Javier Cámara - Realidad
- Fernando Tejero - Piedras en los bolsillos

### Interprete più ricercato su www.fotogramas.es
- Mario Casas
- Alberto Ammann
- Juan José Ballesta